# 北京绍兴会馆
北京绍兴会馆，位于北京市西城区南半截胡同7号，是浙江绍兴人士在北京的会馆。

## 历史
清朝道光六年（1826年），章学诚率领几位浙江在京官员，在南半截胡同路西（即今南半截胡同7号）的一所宅院内筹建了“山阴会稽两邑会馆”，简称“山会邑馆”。中华民国初年，山阴县、会稽县合并为绍兴县，该馆更名为“绍兴县馆”。
当年，章学诚、钱德承、蔡元培、钱玄同等人都曾在该会馆出入。中华民国初年，会馆编有《越中先贤词目》。
1912年8月5日傍晚，周树人（鲁迅）抵达北京，当夜住在骡马市大街的长发客店。8月6日上午迁入该会馆的“藤花别馆”。此后在这里居住四年。《鲁迅日记》记载，由于不堪邻居喧闹及蚊虫叮咬，他在1916年5月6日迁到该会馆的“补树书屋”居住。“补树书屋”独占一个院，有院门为月亮门，屋内墙上有一块石匾，上面有名叫“阿尧”的人的题词：“昔有美树，花夜合，或曰楝之别种莲敷，遂以名其轩，壬寅春树折，癸卯乃谋种而改题云。”意思是说，壬寅年（1842年）院子里的楝树折断，在癸卯年（1843年）补种了现存的槐树，所以将该房屋改名为“补树书屋”。补树书屋前的这株槐树上，传说吊死过一位富商的姨太太，所以不少人不敢来住。鲁迅喜欢此处的清静，就住了进来，在此住了三年半，直到1919年11月21日迁居北京八道弯胡同的宅院。钱玄同经常来补树书屋看望鲁迅。在补树书屋，鲁迅写出了《孔乙己》、《狂人日记》、《药》、《一件小事》等小说，以及《我们应怎样做父亲》、《我之节烈观》等杂文，以及50余篇译作、27篇随感。1949年，补树书屋院内的这棵高大的槐树曾遭到雷劈。
鲁迅的朋友许寿裳及其兄许铭伯住在该会馆的嘉荫堂。《鲁迅日记》记载鲁迅和朋友多次到广和居吃饭，广和居就在今北半截胡同50、52号，民国六年（1917年）停业。

## 建筑
该会馆附近有江苏元宁会馆、安徽黟县会馆、歙县会馆、河南彰德会馆。该会馆由多个院落组成。旧时，该会馆的敬贤堂内的墙上嵌有11块绍兴县清朝历年科举中举者芳名石匾，其中的名字包括赵之谦、李慈铭、蔡元培等等。这些石匾在文化大革命中被毁。
该会馆由南、中、北三组院落组成。会馆大门上方悬挂魏戫题写的“绍兴县馆”木匾。进入大门，绕过影壁，前面是仰蕺堂，供奉先贤的牌位，后面是晞贤阁，供奉文昌魁星。馆内还有涣文萃福之轩、绿竹舫、藤花别馆、嘉荫堂、补树书屋、怀旭斋、一枝巢等建筑。